# Adriano Monti
Adriano Monti (Terracina, 5 marzo 1893 – ...) è stato un aviatore e generale italiano, ultimo comandante dell'Aviazione Legionaria Italiana durante la guerra di Spagna.

## Biografia
Nacque a Terracina, provincia di Latina, il 5 marzo 1893.
Nel corso della prima guerra mondiale fu tenente osservatore comandante interinale nell'agosto 1917 della 24ª Squadriglia e dall'inizio del 1918 passa alla 113ª Squadriglia ricognizione del IX Gruppo aeroplani diventandone comandante nel dicembre e fu decorato con una medaglia d'argento al valor militare.
Colonnello pilota, dal giugno 1933 al marzo 1934 fu comandante del 30º Stormo Bombardamento Terrestre della Regia Aeronautica.
Fu poi comandante dell'aviazione dell'Alto Adriatico.
Generale di brigata aerea, dal dicembre 1938 all'aprile 1939 fu nelle forze aeree italiane dislocate in Spagna durante la guerra civile, al comando dell'aviazione delle Baleari.
Generale di divisione aerea, il 14 gennaio 1943 sostituì il generale Silvio Scaroni al Comando Aeronautico della Sicilia, con sede a Palermo. Vi restò fino a dopo lo sbarco alleato, nel luglio 1943, con alle dipendenze i 12 aeroporti militari dell'isola. Alla battaglia aerea sui cieli siciliani presero parte circa 200 aerei della Regia Aeronautica, quel che restava della 2ª Squadra aerea.
Verso la mezzanotte del 3-4 febbraio 1944 fu arrestato nella basilica di San Paolo fuori le mura, che godeva dell'extraterritorialità a favore della Santa Sede, dove si era rifugiato dopo l'armistizio dell'8 settembre 1943, dai tedeschi e dalla polizia della Repubblica Sociale Italiana, in abiti talari.
Ripreso servizio al termine della guerra nell'Aeronautica Militare fu nominato generale di squadra aerea e direttore del personale aeronautico del Ministero della difesa, dove restò fino al marzo 1947
Insignito del titolo di Cavaliere dell'Ordine militare di Savoia e Ufficiale dell'Ordine militare d'Italia.

### Fonti
1. 1 2  Ufficio Storico dell'Aeronautica Militare 1969, p. 137.
2. ↑  http://www.generals.dk/general/Monti/Adriano/Italy.html.
3. ↑  Mancini 1936, p. 447.
4. ↑  www.aeronautica.difesa.it.
5. ↑  Rocca 1998, pp. 272-273.
6. 1 2 3  Zuccotti 2001, p. 254.
7. ↑  Verbali Consiglio dei ministri
8. ↑  http://www.quirinale.it/elementi/DettaglioOnorificenze.aspx?decorato=3230
9. ↑  Bollettino Ufficiale 1948, disp.5, pag. 247 e Bollettino Ufficiale Esercito 1948, disp. 26, pag. 2669.